# Ottana
Ottana (sardinsky: Otzàna) je italská obec (comune) v provincii Nuoro v regionu Sardinie. Nachází se ve výšce 185 metrů nad mořem a má přibližně 2 200 obyvatel. Rozloha obce je 45,07 km².